# 1º Distaccamento di frontiera
La Brigata "Hart" (in ucraino Бригада «Гарт»?, Brihada «Hart», lett. "Indurimento"), ufficialmente nota come 1º Distaccamento di frontiera (in ucraino 1-й прикордонний загін?, 1-j prykordonnyj zahin, unità militare 9937), è un'unità militare della Guardia di Frontiera dell'Ucraina, responsabile dell'oblast' di Donec'k.

## Storia
L'unità è stata costituita nel 1993, in seguito alla dissoluzione dell'Unione Sovietica e la conseguente indipendenza dell'Ucraina, sulla base del posto di controllo di frontiera di Mariupol'. Nel 2000 è stata riorganizzata come 1º Distaccamento di frontiera di Donec'k.

### Guerra del Donbass
A partire dal 2014, con lo scoppio della guerra del Donbass, il distaccamento è stato coinvolto nei combattimenti in numerose occasioni. Nel giugno 2014 ha preso parte alla battaglia di Mariupol', subendo perdite pari 5 morti e 7 feriti. Fra il 2 e il 5 luglio due checkpoint del distaccamento sono stati attaccati dalle forze separatiste nell'area di Novoazovs'k, e 4 membri della guardia sono stati uccisi. Il 31 luglio, durante gli scontri lungo il confine russo nei pressi di Amvrosiïvka, altri 4 soldati hanno perso la vita e 11 sono rimasti feriti. Nel mese di agosto, in tre diverse occasioni, 4 membri del distaccamento sono stati uccisi dai separatisti filorussi.

### Guerra russo-ucraina
In seguito all'invasione russa dell'Ucraina del 2022 il distaccamento ha partecipato ai combattimenti nella regione di Donec'k. Durante la battaglia di Volnovacha, il 7 marzo è stato ucciso in azione il capo dell'ufficio operazioni del distaccamento, colonnello Leonid Dominjuk. Successivamente alla caduta di Volnovacha diversi elementi dell'unità sono stati circondati a Mariupol' dalle forze russe, prendendo parte alla difficile difesa della città assediata. Alla fine di aprile circa 500 fra membri della guardia di frontiera e poliziotti ucraini sono riusciti a evacuare il porto di Mariupol' grazie al supporto del Reggimento Azov e della 36ª Brigata fanteria di marina e ritirarsi all'interno delle acciaierie Azovstal'. Al termine della battaglia di Mariupol' le forze ucraine superstiti sono state fatte catturate dai russi.
Il 27 luglio 2022 il distaccamento ha ricevuto il titolo onorifico "Per il Valore e il Coraggio" da parte del presidente ucraino Volodymyr Zelens'kyj.
Il 4 febbraio 2023 il Ministero degli affari interni ha annunciato la creazione di 8 nuove brigate a partire da unità esistenti della Guardia Nazionale, della Polizia per operazioni speciali e della Guardia di Frontiera, tramite un programma chiamato Guardia Offensiva. Il 30 aprile 2024 il 1º Distaccamento si è aggiunto al progetto, venendo riorganizzato come Brigata "Hart" ("Indurimento"), facendo seguito alle brigate "Confine d'acciaio" e "Pomsta". La nuova brigata è stata quindi impiegata al fronte, venendo schierata a difesa del settore di Vovčans'k.

## Struttura
In seguito all'occupazione da parte dall'autoproclamata Repubblica Popolare di Doneck di parte del confine russo-ucraino, la struttura del distaccamento è stata modificata.
2014-2016
- Dipartimento di frontiera "Mariupol'"
- Dipartimento di frontiera "Novoazovs'k"
- Dipartimento di frontiera "Amvrosiïvka"
- Dipartimento di frontiera "Dmytrivka"
- Dipartimento di frontiera "Donec'k"
- Dipartimento di frontiera "Ilovajs'k"
- Dipartimento di frontiera marittimo
- Posto comando di frontiera mobile

2016-2019
- Dipartimento di frontiera "Jalta"
- Dipartimento di frontiera "Mariupol'"
- Posto comando di frontiera "Sartana"
- Posto comando di frontiera "Volnovacha"
- Posto comando di frontiera mobile

## Comandanti
- Colonnello M. Kurdyn (1992 - 1998)[20]
- Colonnello A. Sabadaš (1998 - 2002)
- Tenente colonnello I. Danylko (2002 - 2005)
- Colonnello A. Luckyj (2005 - 2006)
- Colonnello I. Vasjankyn (2006 - 2008)
- Colonnello Mykola Šablij (2008 - settembre 2010)[21]
- Colonnello Dmytryj Purhyn (settembre 2010 - gennaio 2012)[22]
- Colonnello Jurij Lysjuk (gennaio 2012 - marzo 2015)[23]
- Colonnello Oleh Burda (marzo 2015 - agosto 2016)[24]
- Colonnello Ivan Čornopiščuk (agosto 2016 - agosto 2018)[25]
- Colonnello Anatolij Kocjurba (agosto 2018 - dicembre 2019)[26]
- Colonnello Serhij Lozins'kyj (dicembre 2019 - gennaio 2020)[24]
- Colonnello Oleh Nerodenko (gennaio 2020 - febbraio 2021)[27]
- Colonnello Valerij Padytel' (febbraio 2021 - settembre 2022)[28]
- Colonnello Oleh Burda (settembre 2022 - aprile 2024)[29]
- Colonnello Volodymyr Červonenko (aprile 2024 - in carica)[30]